# Ghost in the Machine
A Ghost in the Machine a The Police negyedik albuma, megjelent 1981-ben. Címét Arthur Koestler könyvéről kapta (The Ghost in the Machine, Szellem a gépben), mivel több számot is az ő írásai inspiráltak. A borítón az együttes három tagja látható egy LED-kijelzőt utánzó grafikán (balról jobbra: Summers, Sting, Copeland).

## Számok
1. Spirits in the Material World (Sting) – 2:59
2. Every Little Thing She Does Is Magic (Sting) – 4:22
3. Invisible Sun (Sting) – 3:44
4. Hungry for You (J'aurais toujours faim de toi) (Sting) – 2:53
5. Demolition Man (Sting) – 5:57
6. Too Much Information (Sting) – 3:43
7. Rehumanize Yourself (Copeland, Sting) – 3:10
8. One World (Not Three) (Sting) – 4:47
9. Omegaman (Summers) – 2:48
10. Secret Journey (Sting) – 3:34
11. Darkness (Copeland) – 3:14

## Helyezései a slágerlistákon
Az album – Billboard (Észak-Amerika)
| Év   | Lista             | Helyezés |
| ---- | ----------------- | -------- |
| 1981 | Pop Albums        | 2        |
| 1983 | The Billboard 200 | 111      |
| 1983 | The Billboard 200 | 118      |

A kislemezek – Billboard (Észak-Amerika)
| Év   | Kislemez                                                                          | Lista             | Helyezés |
| ---- | --------------------------------------------------------------------------------- | ----------------- | -------- |
| 1981 | "Every Little Thing She Does Is Magic"                                            | Mainstream Rock   | 1        |
| 1981 | "Every Little Thing She Does Is Magic"                                            | Pop Singles       | 3        |
| 1981 | "One World (Not Three)/Too Much Information/Every Little thing She Does Is Magic" | Club Play Singles | 60       |
| 1982 | "Secret Journey"                                                                  | Mainstream Rock   | 29       |
| 1982 | "Secret Journey"                                                                  | Pop Singles       | 46       |
| 1982 | "Spirits in the Material World"                                                   | Mainstream Rock   | 7        |
| 1982 | "Spirits in the Material World"                                                   | Pop Singles       | 11       |

Arthur Koestler könyvéről lásd a Szellem a gépben cikket.
A Szellem a gépben (1993) egy sci-fi címe is.